# Становцы
Становцы́ (укр. Станівці) — село в Тарашанской сельской общине Черновицкого района Черновицкой области Украины.
До 2020 года входило в Глыбокский район
Население по переписи 2001 года составляло 2798 человек. Почтовый индекс — 60432. Телефонный код — 3734. Код КОАТУУ — 7321086001.